# Prato Piazza

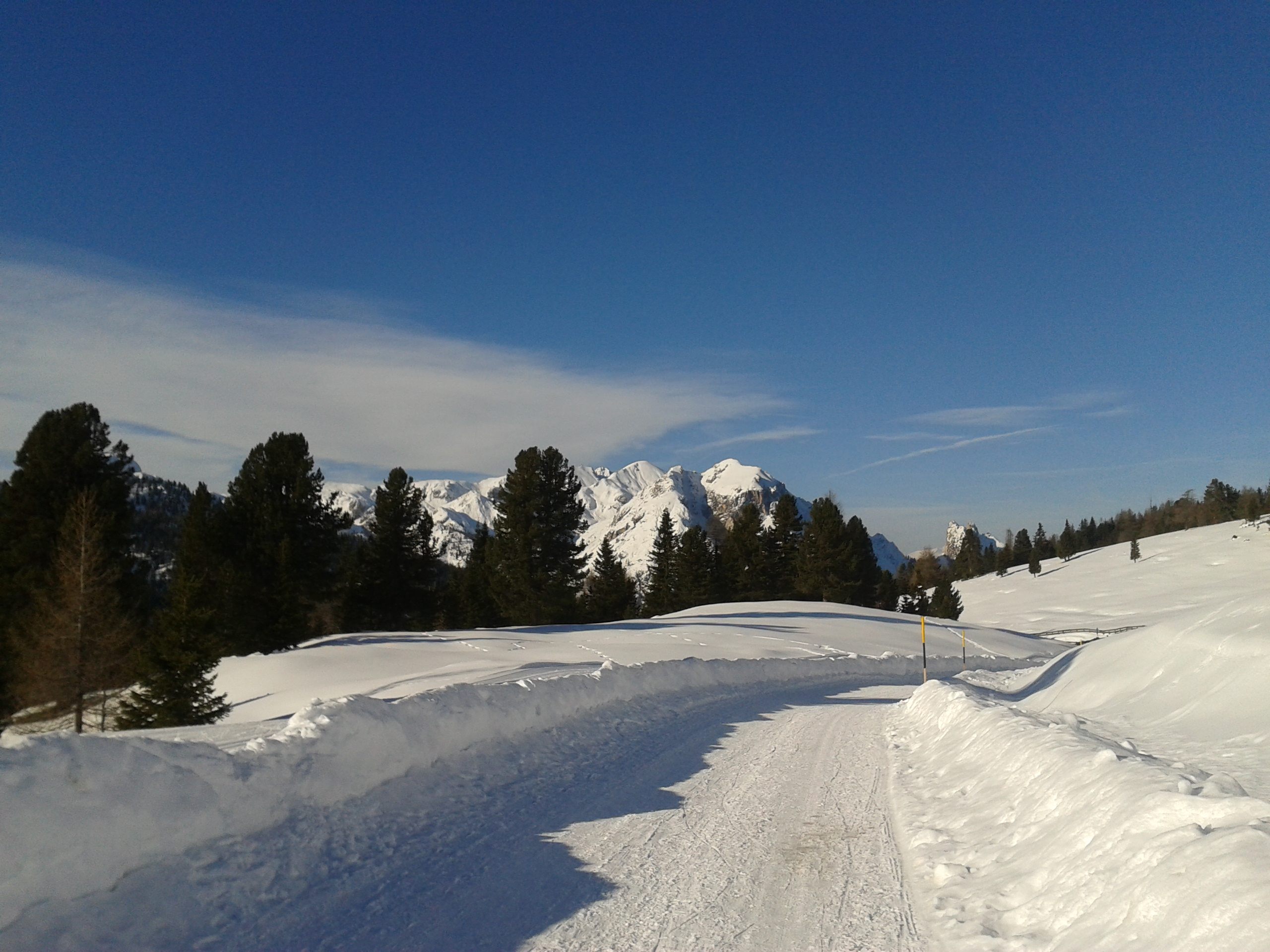
Prato Piazza: paesaggio invernale

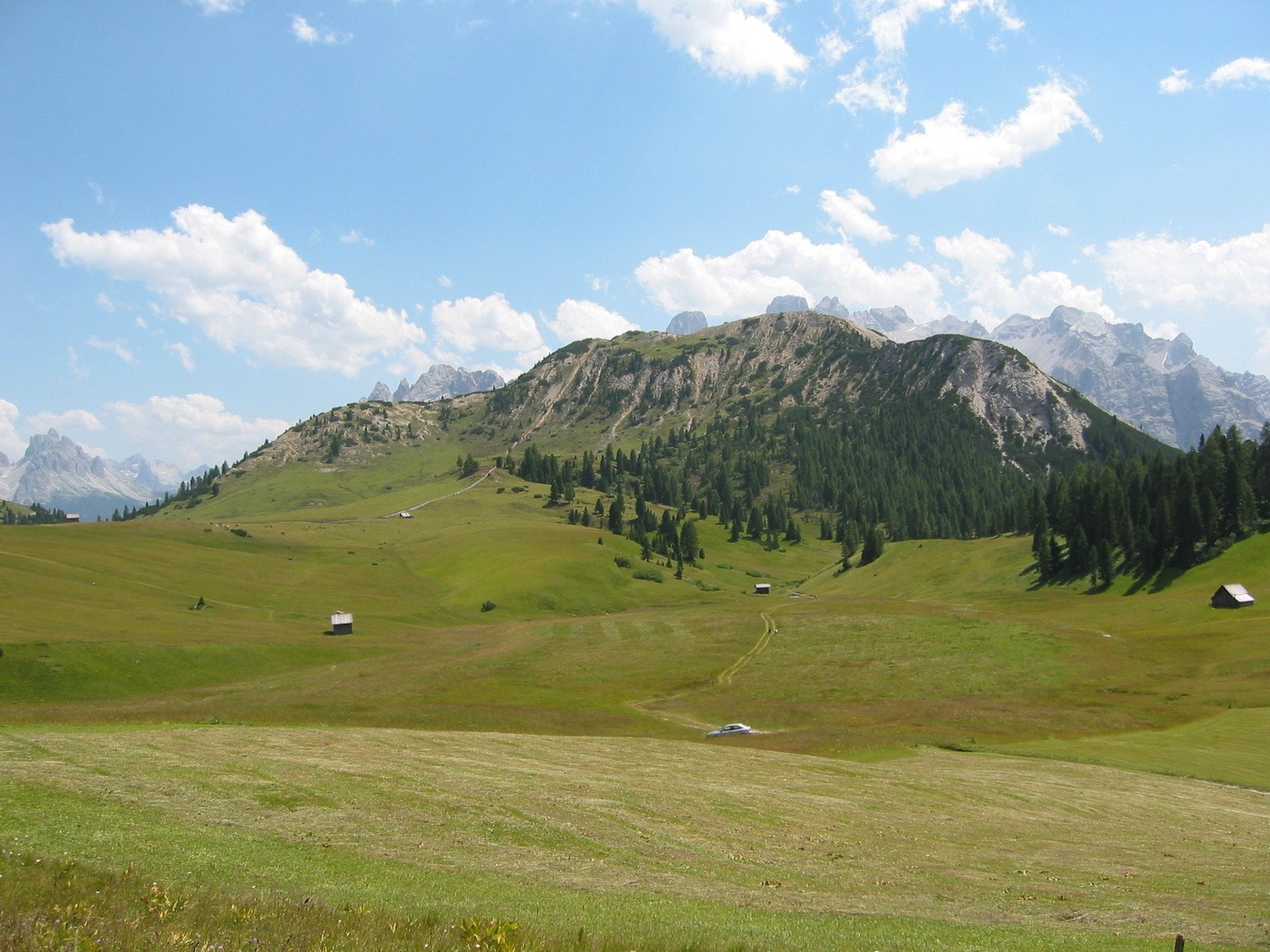
Prato Piazza: paesaggio estivo

Prato Piazza (Plätzwiese in tedesco) è un passo alpino che mette in collegamento Braies e Carbonin, a un'altitudine di 1993 m s.l.m.

## Geografia
Presso il passo si estende l'altopiano Prato Piazza, parte delle Dolomiti, in Alto Adige, sito all'interno del parco naturale Fanes - Sennes - Braies.
L'altopiano si estende a un'altitudine di circa 2000 m e si trova alla base del Picco di Vallandro e del monte Specie. Esso è protetto dall'UNESCO per via del prezioso ecosistema alpino e del panorama a cui si può assistere. Dall'altopiano, infatti, oltre al Picco di Vallandro, è possibile ammirare la Croda Rossa d'Ampezzo, le Tre cime di Lavaredo, la Tofana e il monte Cristallo.

## Storia

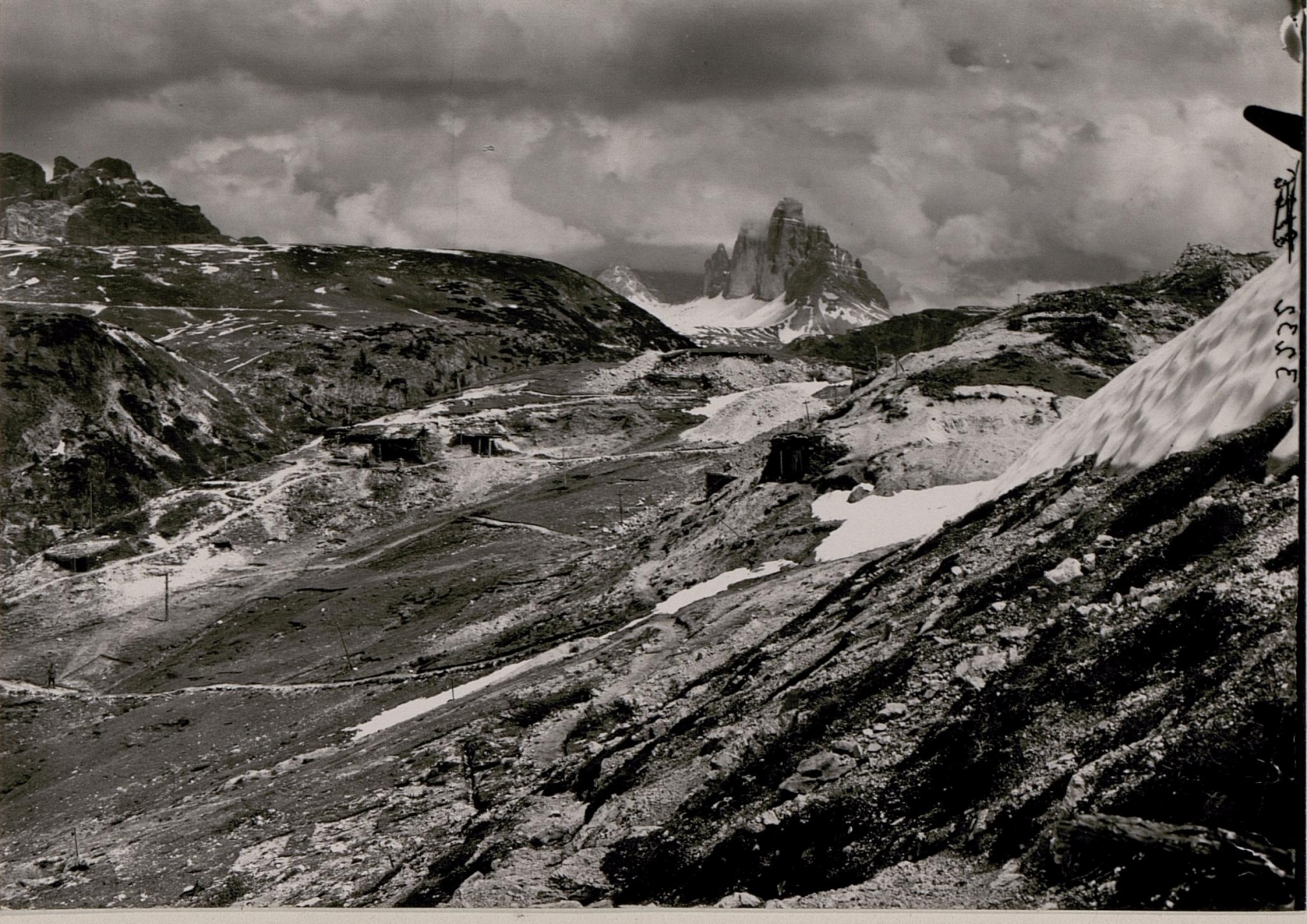
Postazioni austro-ungariche durante la Grande Guerra in direzione delle Tre Cime di Lavaredo

Già nei documenti del tardo XII secolo, tra cui un diploma di Federico Barbarossa del 1187, il luogo è citato quale Pletces e Pleces e indicato come zona di pascolo di proprietà del vescovado di Frisinga così come della Collegiata di San Candido; ciò indica una prima importanza economica agricola e l'utilizzo delle aree montane che sono state oggetto della politica imperiale medievale nelle Alpi.

## Monumenti e luoghi d'interesse

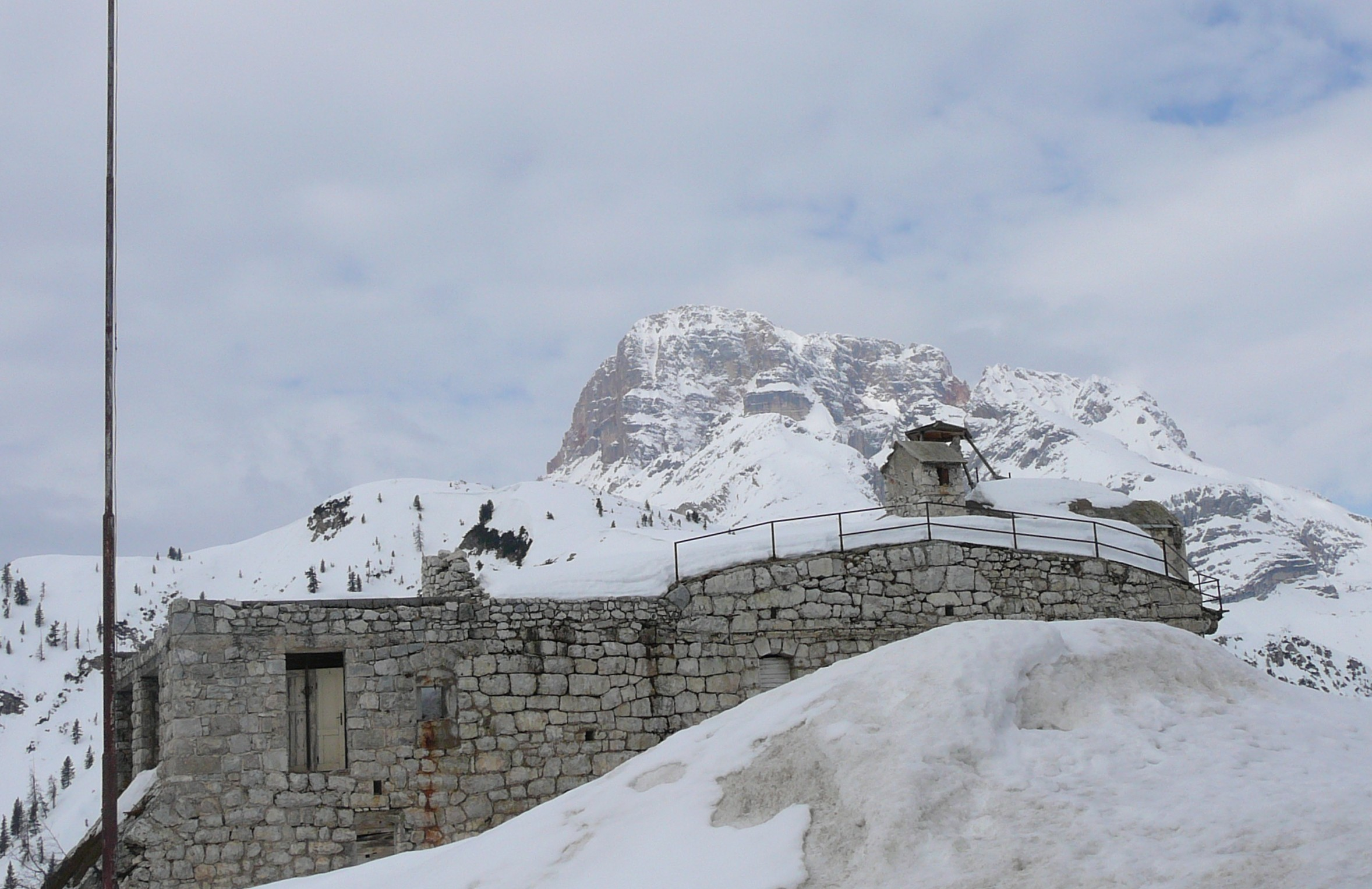
Il forte Prato Piazza e sullo sfondo la Croda Rossa d'Ampezzo

L'altopiano non è abitato, tuttavia vi sono alcune strutture come un albergo distante ca. 500 metri dal parcheggio pubblico, il Hohe Gaisl, e due rifugi alpini: a circa 2 chilometri il rifugio Prato Piazza (2000 m, Berggasthof Plätzwiese in tedesco) e il rifugio Vallandro (2040 m, Dürrensteinhütte in tedesco), sito a 2,5 chilometri, dove è possibile oltre che mangiare anche pernottare.
All'estremità meridionale dell'altopiano ci sono le rovine del forte Prato Piazza, un fortino dell'impero austro-ungarico.
Prato Piazza è oggi un luogo turistico molto apprezzato sia in estate sia in inverno.
D'estate è punto di partenza per numerose escursioni tra le quali il sentiero che porta in vetta al Picco di Vallandro. D'inverno è possibile praticare sci nordico, in quanto la neve è sempre abbondante nei mesi invernali per via dell'alta quota.

## Come arrivarci
L'altopiano è raggiungibile tramite una strada asfaltata da Braies (che nei mesi estivi è a pagamento, mentre nei mesi invernali è possibile salire solamente con pneumatici invernali o catene), mentre, da meridione, è raggiungibile tramite una strada sterrata da Carbonin (sentiero n. 37). Esistono tuttavia altri sentieri che conducono all'altipiano:
- sentiero n. 37: che da Brückele-Ponticello conduce a Prato Piazza in 1:40 minuti;
- sentiero n. 18: che da Brückele-Ponticello conduce a Prato Piazza, passando da malga Stolla, in 1:50 minuti;
- sentiero n. 18: che dal passo Cimabanche conduce a Prato Piazza, passando da malga Stolla, in 1:40 minuti;
- sentiero n. 34: che dai pressi di Carbonin conduce al rifugio Vallandro in 3:00 ore.